# Lovellona
Lovellona é um gênero de gastrópodes pertencente a família Mitromorphidae.

## Espécies
- Lovellona atramentosa (Reeve, 1849)
- Lovellona biconus Chino & Stahlschmidt, 2009
- Lovellona carbonaria Chino & Stahlschmidt, 2009
- Lovellona elongata Chino & Stahlschmidt, 2009
- Lovellona grandis Chino & Stahlschmidt, 2009
- Lovellona peaseana Finlay, 1927